# Умершие в октябре 2008 года
Это список известных людей, соответствующих установленным критериям значимости (см. Википедия:Критерии значимости персоналий), умерших в октябре 2008 года.
Причина смерти указывается лишь в исключительных случаях (убийство, самоубийство, гибель в результате военных действий, смертная казнь, ДТП или несчастные случаи). В остальных случаях — не указывается.

## Список
- 1 октября — Болховитинов, Николай Николаевич (77) — историк, академик[1].
- 1 октября — Иван Вавилин (81) — советский сельскохозяйственный деятель, механизатор, Герой Социалистического Труда.
- 1 октября — Ефимов, Борис Ефимович (108) — советский художник, мастер политической карикатуры, Герой Социалистического Труда[2].
- 1 октября — Грязев, Василий Петрович (80) — советский и российский учёный, конструктор стрелкового и артиллерийского вооружения, Герой Социалистического Труда[3].
- 2 октября — Мирсаид Миррахимов (81) — врач-терапевт, академик Академии медицинских наук СССР.
- 3 октября — Иван Кононаев (87) — почётный гражданин города Ряжска.
- 3 октября — Юрий Левиновский — русский советский художник, график.
- 3 октября — Игорь Рымарук (50) — украинский поэт.
- 3 октября — Фойе, Жан (87) — французский политик, министр внутренних дел в правительстве Мишеля Дебре (при президенте Шарле де Голле)[4].
- 4 октября — Светлана Аннапольская (77) — советский и российский режиссёр театра, кино и телевидения.
- 5 октября — Савва Манзий (94) — украинский и советский учёный в области сравнительной морфологии.
- 5 октября — Огата, Кэн (71) — японский актёр[5].
- 5 октября — Валентин Талах (71) — композитор, хормейстер, аранжировщик, дирижер.
- 6 октября — Хаавикко, Пааво (77) — финский поэт и драматург[6].
- 7 октября — Балтин, Эдуард Дмитриевич (71) — советский флотоводец, адмирал, Герой Советского Союза[7].
- 7 октября — Валерий Лобко (57) — Член Союза дизайнеров (Белоруссия, Минск), сотрудник Центра «Творческие мастерские».
- 8 октября — Шикао (Аванзи, Франсиско Жезуино) (59) — бразильский футболист[8]. (порт.)
- 8 октября — Гиджет Гейн (39) — американский бас-гитарист (группа Marilyn Manson)[9].
- 8 октября — Паладе, Джордж (96) — американский учёный, нобелевский лауреат по медицине[10].
- 8 октября — Савицкис, Эдгарас (67) — советский литовский актёр театра и кино[11].
- 10 октября — Вивчаренко, Михаил Исаакович (80) — новатор сельскохозяйственного производства, Герой Социалистического Труда.
- 10 октября — Прокуроров, Алексей Алексеевич (44) — советский и российский лыжник, олимпийский чемпион; сбит автомобилем[12].
- 11 октября — Хайдер, Йорг (58) — австрийский политик националистического толка; автокатастрофа[13].
- 11 октября — Артмане, Вия Фрицевна (79) — советская и латвийская актриса, народная артистка СССР[14].
- 11 октября — Грузов, Михаил Андреевич (65) — врач-эндокринолог.
- 12 октября — Рубанраут, Серж (60) — австралийский шахматист, мастер.
- 13 октября — Депардьё, Гийом (37) — французский актёр[15].
- 13 октября — Черепанов, Алексей Андреевич (19) — российский хоккеист; остановка сердца[16].
- 13 октября — Гонсалес Сумаррага, Антонио Хосе (83) — эквадорский кардинал[17].
- 14 октября — Бейли, Баррингтон Джон (71) — британский писатель-фантаст[18].
- 14 октября — Станислав Близнюк (73) — Герой Советского Союза.
- 14 октября — Василий Исаев (91) — советский политический деятель, председатель Исполнительного комитета Ленинградского городского Совета (1962—1966).
- 14 октября — Уир, Нэнси (93) — австралийская пианистка и музыкальный педагог.
- 15 октября — Дагларджа, Фазыл Хюсню (94) — турецкий поэт[19].
- 15 октября — Эдуард Ломов (72) — Герой Советского Союза.
- 15 октября — Адам Урупов (85) — учёный-геофизик, декан геологического факультета Пермского университета.
- 16 октября — Вайнштейн, Севьян Израилевич — доктор исторических наук, этнограф, археолог, специалист по истории культуре кочевников Саяно-Алтая[20].
- 17 октября — Антанас Баркаускас (91) — советский государственный и партийный деятель.
- 17 октября — Отт, Урмас (53) — эстонский телеведущий; лейкемия[21].
- 17 октября — Владимир Шандыба (85) — Полный кавалер ордена Славы.
- 18 октября — Се Цзинь (84) — китайский кинорежиссёр[22].
- 18 октября — Дайдоев, Иван Тимофеевич — Герой Советского Союза.
- 19 октября — Аблакулов, Хазрат (79) — хлопкороб, фермер, Герой Узбекистана (2000)[23].
- 20 октября — Кавана, Пэт (68) — британский литературный агент[24].
- 20 октября — Евгений Шерстобитов (80) — советский кинорежиссёр и сценарист.
- 21 октября — Бернадотт, Соня (64) — шведская принцесса, внучка короля Швеции Густава V; рак молочной железы[25].
- 21 октября — Николай Гапеёнок (89) — военный лётчик, Герой Советского Союза.
- 22 октября — Аптекман, Михаил Юрьевич (59) — советский и российский пианист, заслуженный артист России[26].
- 22 октября — Юрий Рупин (62) — фотограф, художник, писатель.
- 22 октября — Сен, Паритош (90) — индийский художник[27].
- 22 октября — Щегольков, Владимир Николаевич (71) — советский футболист, трёхкратный чемпион СССР[28].
- 23 октября — Илга Витола (67) — латвийская актриса, наиболее известна ролью в фильме «Театр» (Иви — Старая Корова).[www.kino-teatr.ru/kino/acter/sov/774/bio/]
- 24 октября — Юрий Сироткин (86) — Герой Советского Союза.
- 25 октября — Джерард Дамиано (80) — американский кинорежиссёр порнофильмов, постановщик фильма «Глубокая глотка»[29][30].
- 25 октября — Двигубский, Николай Львович (71) — французский и российский художник[31].
- 25 октября — Луцци, Федерико (28) — итальянский теннисист[32].
- 25 октября — Магомаев, Муслим Магометович (66) — певец, народный артист СССР[33].
- 25 октября — Райнер, Эстелл (94) — американская актриса кино и телевидения, певица[34].
- 26 октября — Хиллерман, Тони (83) — американский автор мистических детективов[35].
- 27 октября — Верещагин, Николай Кузьмич (99) — советский и российский зоолог, палеонтолог, специалист по мамонтам, профессор[36][37].
- 28 октября — Лоуэн, Александр (97) — американский психотерапевт, основатель Международного института биоэнергетического анализа, автор нескольких книг.
- 28 октября — Меднек, Валентин Петрович (98) — молдавский архитектор, заслуженный деятель искусств МССР.
- 28 октября — Отто Мессмер (47) — глава иезуитов стран СНГ.
- 28 октября — Пак Сон Чхоль (95) — председатель Административного Совета КНДР (1976—1977)[38].
- 29 октября — Матвей Крохалев (82) — Герой Социалистического Труда.
- 29 октября — Левин, Григорий Тимофеевич (91) — советский военный лётчик, полковник, Герой Советского Союза.
- 30 октября — Нестеренко, Эдуард Геннадьевич (45) — советский и российский музыкант, гитарист, певец, автор песен, основатель группы Петля Нестерова (группа)
- 30 октября — Бубукин, Валентин Борисович (75) — футболист сборной СССР, чемпион Европы[39]
- 31 октября — Немсадзе, Вахтанг Панкратьевич (82) — Заслуженный врач Российской Федерации, главный хирург Москвы[40].
- 31 октября — Орлов, Иван Фёдорович (88) — советский партийный и государственный деятель.
- 31 октября — Теркел, Стадс (96) — американский писатель, историк, актер и радиоведущий[41].